# Kraken 30 años: La fortaleza del titán
Kraken 30 años: La fortaleza del titán es el nombre de un DVD en conmemoración de los 30 años de la agrupación Kraken. Fue lanzado el 24 de julio de 2014. Este DVD trae un total de veinte pistas.

## Lista de canciones
| N.º | Título                        | Duración |  |
| 1.  | «Intro»                       | 05:15    |  |
| 2.  | «Soy real»                    | 04:33    |  |
| 3.  | «Camino a la montaña negra»   | 05:02    |  |
| 4.  | «Palabras que sangran»        | 04:46    |  |
| 5.  | «La barca de los locos»       | 04:54    |  |
| 6.  | «Desde el exilio»             | 05:30    |  |
| 7.  | «Sin miedo al dolor»          | 04:50    |  |
| 8.  | «Vestido de cristal»          | 07:30    |  |
| 9.  | «Amnesia»                     | 07:26    |  |
| 10. | «Seres de barro y miedo»      | 11:12    |  |
| 11. | «Después del final»           | 08:30    |  |
| 12. | «Lenguaje de mi piel»         | 06:12    |  |
| 13. | «Silencioso amor»             | 07:48    |  |
| 14. | «Intermedio»                  | 04:15    |  |
| 15. | «Todo hombre es una historia» | 04:48    |  |
| 16. | «Fugitivo»                    | 06:14    |  |
| 17. | «Rostros ocultos»             | 09:09    |  |
| 18. | «Frágil al viento»            | 05:02    |  |
| 19. | «Muere libre»                 | 06:14    |  |
| 20. | «Escudo y espada»             | 06:38    |  |

## Músicos
- Elkin Ramírez: letras, líricas y voz.
- Andrés Leiva: guitarra.
- Luis Ramírez: bajo.
- Rubén Gélvez: teclados.
- Julián Puerto: batería.
- Ricardo Wolff: segunda guitarra.